# Leptura grahamiana
Leptura grahamiana là một loài bọ cánh cứng trong họ Cerambycidae.